# Dekanus
En dekanus eller dekan är högsta administrativa chef för en universitetsfakultet, och ordförande för fakultetsnämnd. Fakultetsnämnden har det yttersta ansvaret för hur forskningen inom fakulteten bedrivs. I många fall ansvarar nämnden även för utbildningen vid fakulteten, men detta är ännu så länge inget lagkrav. Fakultetsnämndens vice ordförande och dekanus ställföreträdare i övrigt kallas prodekanus.
Dekanus och prodekanus är för det mesta professor men högskolelagen ställer inget sådant krav. Enbart disputerade lärare är valbara som nämndens ledamöter. Endast i sällsynta undantagsfall väljs dock en universitetslektor till dekanus eller prodekanus. I samband med disputationer är det normalt dekanus eller prodekanus som anger att avhandlingen ”må spikas”. Kravet på forskarbehörighet är centralt för det ansvar som fakultetsnämnden har för att pröva ärenden som rör forskningsfusk.
Fakulteten väljer dekanus och prodekanus genom ett valförfarande, men befattningarna tillsätts genom förordnande av rektor. I en hierarkisk pyramid ses dekanus ofta under rektor men över prefekten. Numera är det dock vanligt förekommande att dekanus och fakulteten utgör beställarorganisation medan prefekten och institutionen tar på sig operativt ansvar och driver utförarorganisationen. På lärosäten där denna modell tillämpas (till exempel Linköpings universitet och Södertörns högskola) är prefekter och dekaner därför i någon grad att se som jämställda. 
Vid universitet i Finland med svenska som undervisningsspråk, som Åbo Akademi och Helsingfors Universitet, är dekanus ledare för en fakultet, direkt underställd universitetets rektor. Fakulteterna fungerar som utförarorganisation och dekanus har därmed operativt ansvar.

## Etymologi
Dekanus kan härledas till latinets decem, tio. I det romerska riket var dekanus en uppsyningsman för ett tältlag. I dagens militära språkbruk skulle man kalla vederbörande för tältlagschef.